# Prepona foucheri
Prepona foucheri är en fjärilsart som beskrevs av Le Moult 1932. Prepona foucheri ingår i släktet Prepona och familjen praktfjärilar. Inga underarter finns listade i Catalogue of Life.